# Change of Heart (Eric Carmen)
Change of Heart è il terzo album in studio da solista del cantautore statunitense Eric Carmen, pubblicato nel 1978.

## Tracce
Tutte le tracce sono state composte da Eric Carmen, eccetto dove indicato.
1. Desperate Fools Overture – 2:05
2. Haven't We Come a Long Way – 3:17
3. End of The World – 3:29
4. Heaven Can Wait – 3:33
5. Baby I Need Your Lovin' (Holland-Dozier-Holland) 3:17
6. Change of Heart – 3:30
7. Hey Deanie – 4:26
8. Someday – 2:52
9. Desperate Fools – 3:07